# 唐宫二十朝演义
《唐宫二十朝演义》是民国时期鸳鸯蝴蝶派小说家许啸天在1928年写成的作品。
描述了从隋炀帝到赵匡胤三百年间的宫闱秘史，包括隋朝、唐朝、五代的宫廷生活。作家以正史为框架，旁采各家笔记杂著，民间传说，明清小说，共一百回。其中，描写隋炀帝用了二十回的篇幅，描写武则天用了十二回的篇幅，描写唐玄宗用了二十五回的篇幅。